# 塞克斯圖斯·塔奎尼烏斯
塞克斯圖斯·塔奎尼烏斯（Sextus Tarquinius），通稱塔克文（Tarquin），是羅馬國王卢基乌斯·塔奎尼乌斯·苏培布斯的兒子。傳說他強暴了卢克丽霞，並導致羅馬王國政體的覆滅。

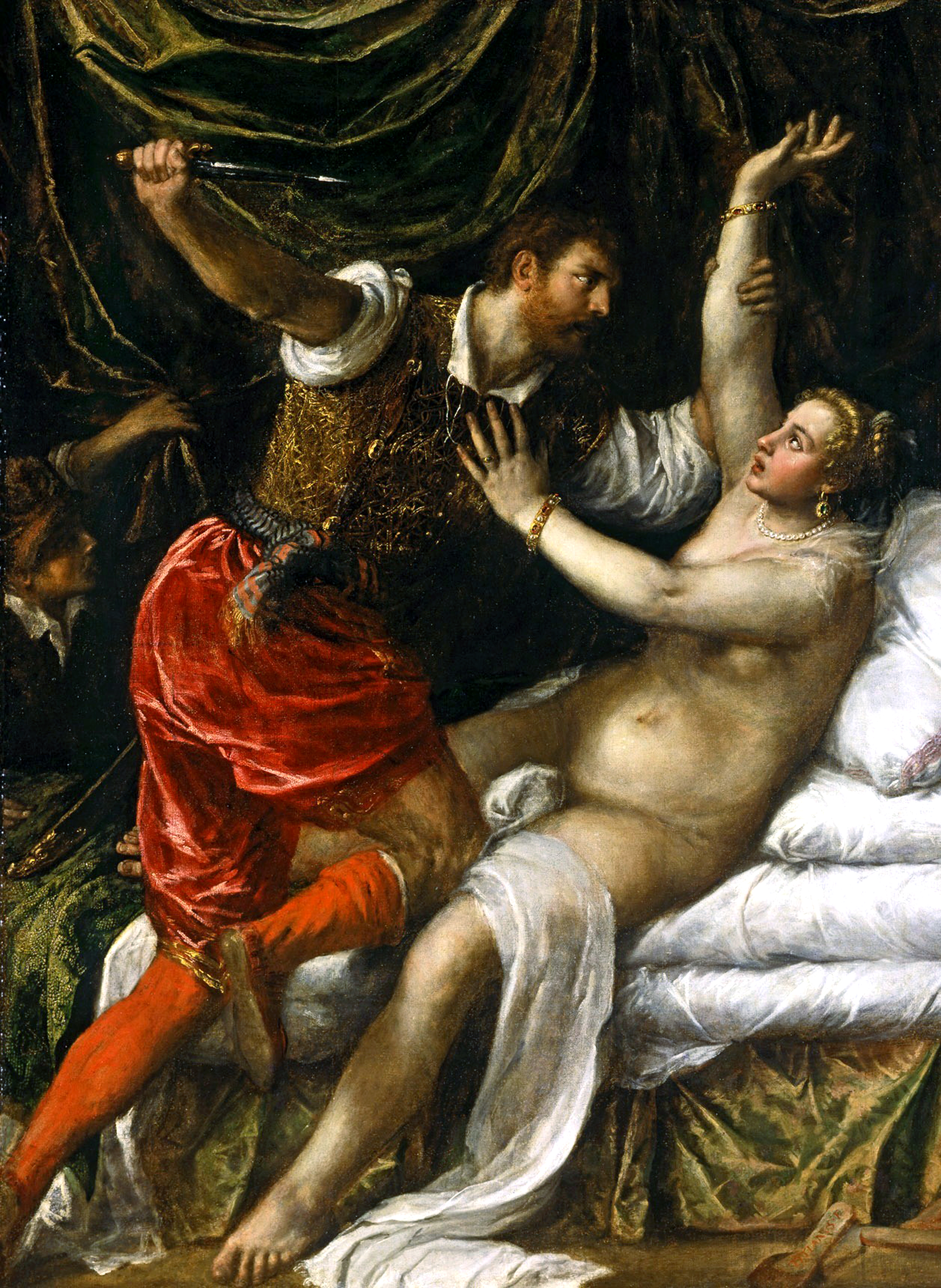
塔克文和盧克麗霞，提香所繪

盧克麗霞是科拉提努斯的妻子。塔克文被她的美貌所吸引，某天夜裡帶著一把劍進入她的房間，命令她與自己發生關係；並恐嚇她如果不照做，他將殺死她和一名奴隸，然後宣稱自己因目睹兩人通姦，為了維護科拉提努斯的尊嚴而將她榮譽處決。塔克文當晚強暴了盧克麗霞。
隔天，盧克麗霞將此事告訴自己的父親與科拉提努斯，隨後自刎。消息很快在羅馬民眾當中傳開，對王政體制不滿已久的民眾們於是爆發了起義。最終眾人在布魯圖斯率領下推翻了羅馬君主制。